# Sant'Antimo
Sant'Antimo és un municipi italià a la Ciutat metropolitana de Nàpols (regió de Campània). L'any 2004 tenia 31.285 habitants.
Rùea, installat